# Solanum accrescens
Solanum accrescens är en potatisväxtart som beskrevs av Paul Carpenter Standley och Conrad Vernon Morton. Solanum accrescens ingår i släktet skattor som ingår i familjen potatisväxter.

## Underarter
Arten delas in i följande underarter:
- S. a. accrescens
- S. a. floccosum